# Бетсі Чавес
Бетсі Бецабет Чавес Чіно (3 червня 1989 , Сьюдад-Нуеваd, Такна ) — перуанська юристка і політикиня, прем'єр-міністерка Перу з 26 листопада до 7 грудня 2022 року.
Членкиня Конгресу Перу з липня 2021 року та міністерка культури з серпня 2022 до листопада 2022 р.

З жовтня 2021 р. до травня 2022 р. була міністеркою праці та сприяння зайнятості, коли їй було схвалено вотум недовіри.

Чавес є п'ятим прем'єр-міністром, призначеним президентом Педро Кастільо, що, на думку спостерігачів, є результатом поточної політичної нестабільності.